# Kakenstorf
Kakenstorf is een gemeente in de Duitse deelstaat Nedersaksen. De gemeente ligt in het noordoosten van de Samtgemeinde Tostedt in het Landkreis Harburg. Kakenstorf telt 1.461 inwoners.
De gemeente ligt ten noordwesten van het natuurpark Lüneburger Heide. Naast Kakenstorf zelf ligt nog het dorpje Bötersheim, dat circa 2½ kilometer ten noorden van Kakenstorf zelf ligt, en het gehucht Auf der Horst in de gemeente.
De belangrijkste buurgemeentes zijn Tostedt in het zuiden, en Buchholz in het oosten.

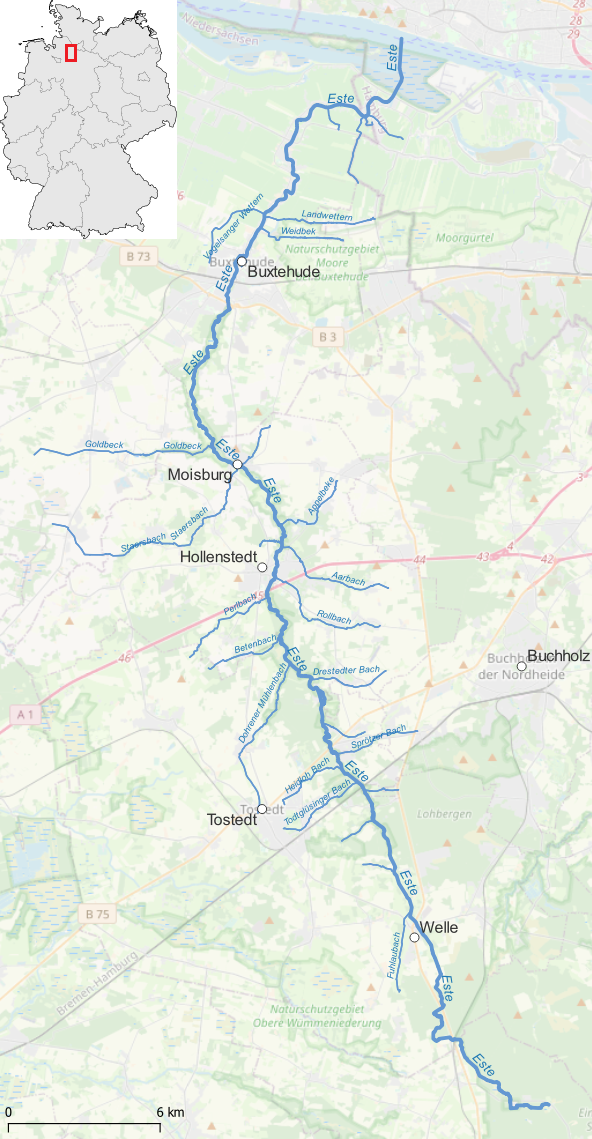
Stroomgebied van de Este
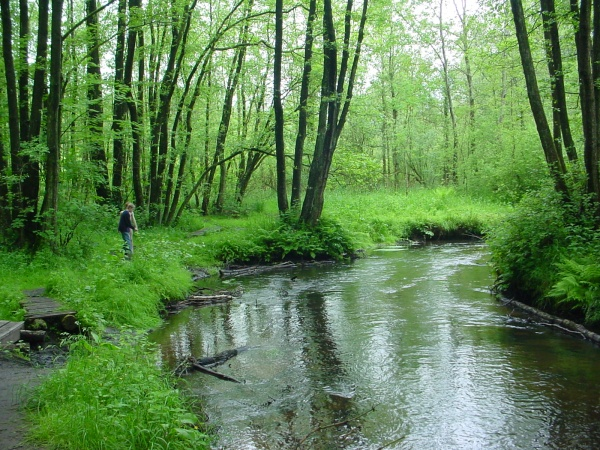
De Este bij Kakenstorf
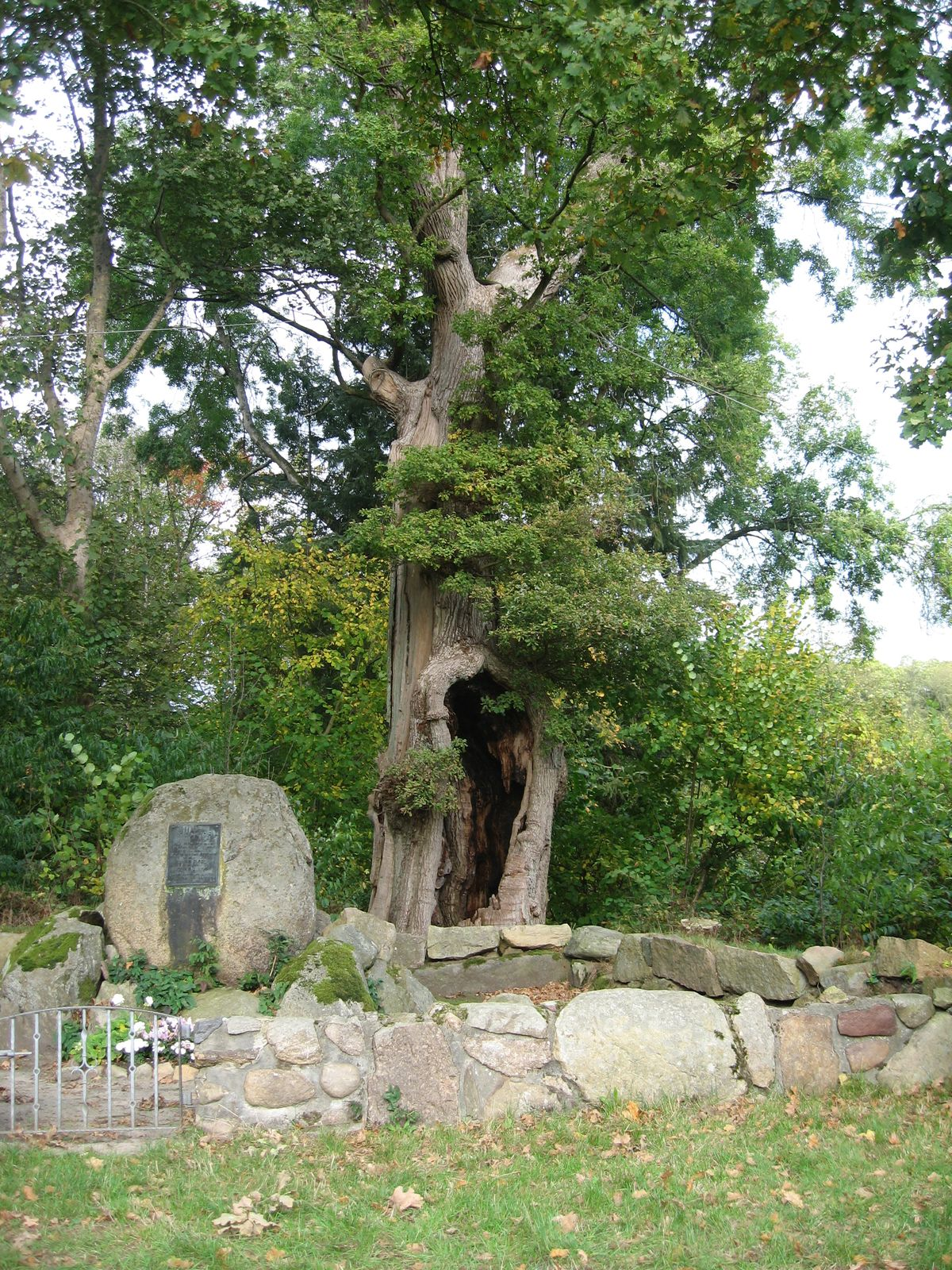
De duizendjarige eik van Bötersheim

Door de gemeente Kakenstorf loopt de Este, een 62 km lang riviertje, dat beneden Buxtehude in de Elbe uitmondt. Het dal van deze Este mag hier niet worden bevaren, ook niet door kano's. Het maakt deel uit van een fraai en ecologisch waardevol, maar kwetsbaar natuurgebied.
Het dorp Kakenstorf wordt doorsneden door de hoofdverkeersweg Bundesstraße 75. Auf der Horst ligt 3 km ten zuidoosten van Kakenstorf, aan de Bundesstraße 3.
In de gemeente staan her en der verspreid enige schilderachtige, oude boerderijen e.d. in vakwerkstijl. Met name vermeldenswaard is de oude watermolen op de Este te Bötersheim. De omgeving van Kakenstorf leent zich voor lange fiets- en wandeltochten.
- Gemeinsame Normdatei: 4843152-7
- MusicBrainz: b62d70f9-081b-4800-987d-2283c1344cab
- Virtual International Authority File: 242320443

Appel · 
Asendorf · 
Bendestorf · 
Brackel · 
Buchholz in der Nordheide · 
Dohren · 
Drage · 
Drestedt · 
Egestorf · 
Eyendorf · 
Garlstorf · 
Garstedt · 
Gödenstorf · 
Halvesbostel · 
Handeloh · 
Hanstedt · 
Harmstorf · 
Heidenau · 
Hollenstedt · 
Jesteburg · 
Kakenstorf · 
Königsmoor · 
Marschacht · 
Marxen · 
Moisburg · 
Neu Wulmstorf · 
Otter · 
Regesbostel · 
Rosengarten · 
Salzhausen · 
Seevetal · 
Stelle · 
Tespe · 
Toppenstedt · 
Tostedt · 
Undeloh · 
Vierhöfen · 
Welle · 
Wenzendorf · 
Winsen (Luhe) · 
Wistedt · 
Wulfsen